# 劳亚大陆

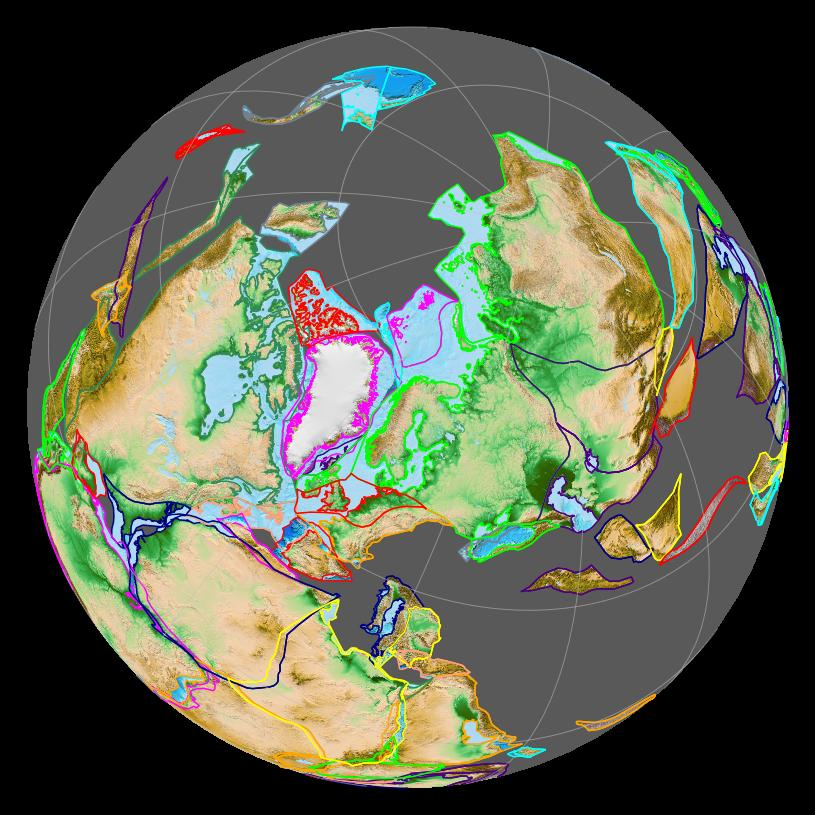
2億年前（三疊紀）的劳亚大陆

劳亚大陆（英語：Laurasia）又譯勞拉西亞大陸，為地质史古陆之一，存在於侏儸紀到白堊紀。勞亞大陸包含現今北半球大部分陸地。由勞倫大陸、波羅地大陸、西伯利亞大陸、哈薩克大陸、華北陸塊、華南陸塊構成，在侏罗纪中期由盘古大陆北端分裂而成，然後在白堊紀分裂成今天的欧亚大陆和北美大陆。
其名稱是由勞倫大陸（Laurentia）與歐亞大陸（Eurasia）組成。

## 起源
勞亞大陸存在於中生代，但在羅迪尼亞大陸分裂後，勞亞大陸的大部分曾相接在一起，此為原勞亞大陸，勞亞大陸的前身。由於板塊構造、大陸漂移、海底擴張等因素，原勞亞大陸分裂又聚合，在前寒武紀晚期，原勞亞大陸與原岡瓦那大陸形成潘諾西亞大陸，這個超大陸持續存在到寒武紀早期。

## 形成
在寒武紀，潘諾西亞大陸分裂，勞亞大陸的各部分位於赤道附近。華北陸塊與西伯利亞大陸朝北移動。
在泥盆紀，華北陸塊位於北極圈，並持續到3億年前到2億8000萬年前的石炭紀冰河期；問題是，沒有證據顯示石炭紀的北方各大陸有大陸冰河的存在。
同樣在泥盆紀，勞倫大陸與波羅地大陸碰撞、聚合，形成阿帕拉契山脈，並在現今的西維吉尼亞州、英國、德國形成大量的碳沉積層。
在石炭紀，西伯利亞大陸朝南移動，與哈薩克大陸聚合。哈薩克大陸被認為形成於志留紀，是由火山活動形成的小型大陸。而華北陸塊也與前者接合。
在二疊紀，西側的歐美大陸（勞倫大陸與波羅地大陸）與東側的西伯利亞-哈薩克大陸碰撞，勞亞大陸的前身幾乎成形。而南方的岡瓦那大陸也與北方各大陸接合。
在三疊紀早期，華南陸塊與盤古大陸東北部碰撞。盤古大陸形成。

## 分裂
約2億年前的侏儸紀，盤古大陸分裂成北方的勞亞大陸，與南方的岡瓦那大陸，北美洲與非洲之間形成新海洋，大西洋開始出現。此時的北美洲、格陵蘭、歐亞大陸仍相連在一起。
在白堊紀，勞亞大陸分裂成北美洲與歐亞大陸（不包含印度與阿拉伯半島）。

## 对动物地理的影响
传统观点认为哺乳动物起源于北方的劳亚大陆，随后向南方的冈瓦纳大陆扩散，即所谓的舍溫-威廉斯模型（注：Sherwin-Williams是美国的一个油漆牌子，该模型取自油漆商标图案，油漆由北半球向南半球淌去）。